# Bom chùm

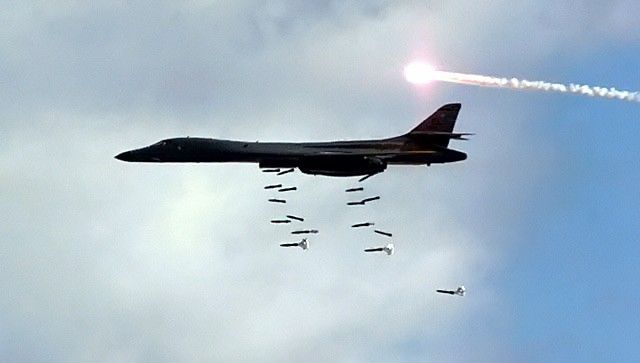
Máy bay B-1B đang ném bom và tránh hỏa lực

Bom chùm là loại vũ khí nổ chứa các loại đạn dược thứ cấp cỡ nhỏ như bom bi, đạn hoặc lựu đạn bên trong. Khi nổ bom đạn mẹ không có tác dụng với mục tiêu, chỉ có tác dụng ném đạn dược thứ cấp ra một vùng rộng lớn, tạo hiệu quả sát thương lớn hơn rất nhiều.
Các quả đạn dược thứ cấp sau khi ra khỏi bom mẹ, đạn mẹ hoặc các dàn phóng sẽ văng ra các hướng khác nhau. Thông thường khi rơi xuống thì dưới tác dụng của luồng không khí vào các cánh hoặc gờ dạng cánh, đạn dược thứ cấp sẽ quay và mở bảo hiểm đưa đạn dược thứ cấp về trạng thái chiến đấu. Một số loại đạn dược thứ cấp ngay khi ra khỏi đạn mẹ sẽ tự động mở bảo hiểm. Khi rơi xuống mục tiêu, đạn dược thứ cấp sẽ nổ gây sát thương (với đạn chống người) hay phá hủy các xe cơ giới (với đạn xuyên).
Đạn dược thứ cấp thường rất nguy hiểm vì ngay khi ra khỏi bom mẹ đã mở bảo hiểm nên khi bị chạm hay được di chuyển, chúng sẽ nổ ngay, gây chết người, hoặc làm tàn phế. Các đạn chứa đạn dược thứ cấp khi nổ thông thường sẽ ném ra rất nhiều đạn dược cỡ nhỏ, khi rơi xuống đất một số quả nổ một số quả không nổ, khả năng còn sót lại là rất lớn, gây hậu quả nghiêm trọng ngay cả khi đã kết thúc chiến tranh.
Trong chiến tranh Việt Nam, Mỹ đã sử dụng rất nhiều loại bom đạn thứ cấp mà điển hình là các loại bom bi, bom xuyên bắp ngô MK118. Hậu quả để lại sau chiến tranh rất lớn, khó khăn cho công tác phát hiện, dò tìm và xử lý. Trong các cuộc chiến tranh gần đây, Mỹ và đồng minh như Israel cũng sử dụng một lượng lớn các đạn dược thứ cấp chứa lựu đạn. Sau khi kết thúc chiến tranh để lại hậu quả nghiêm trọng cho dân thường. Gây khó khăn cả cho lực lượng làm nhiệm vụ gìn giữ hòa bình.

## Phân loại

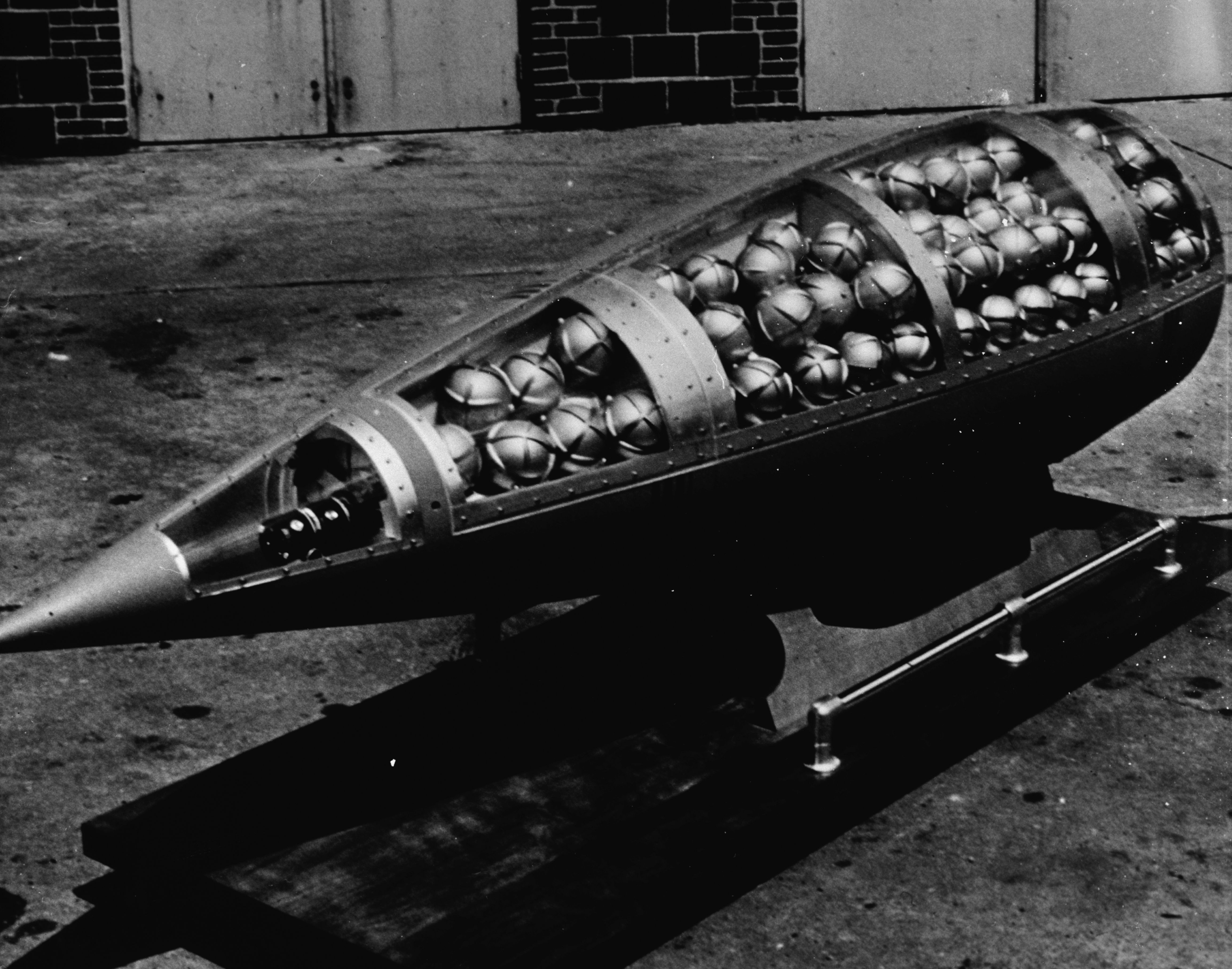
Bom mẹ chứa bom bi quả ổi (năm 1960)

### Bom thứ cấp
Bom bi BLU-46 (bom bi quả ổi)
Đây là loại bom bi có dạng hình cầu, bên trong bom nhồi thuốc nổ và ngòi nổ. Vỏ bom BLU-46 làm bằng hợp kim có lẫn các viên bi, mỗi quả bom BLU-46 có khoảng 300 viên bi. Đường kính của bom khoảng 50 mm. Bom BLU-46 được chứa trong một quả Bom mẹ có ký hiệu CBU25 (Cluster Bomb Unit 25), mỗi quả bom mẹ chứa 350 quả bom con BLU-46.
Bom mẹ được thả từ máy bay, cách mặt đất một khoảng nhất định sẽ nổ, đẩy các quả bom con BLU-46 ra ngoài. Trong quá trình rơi xuống, bom con BLU-46 dưới tác dụng của lực cản không khí vào các mấu được tạo ở ngoài vỏ bom làm bom quay, lực ly tâm sẽ mở bảo hiểm cho bom. Khi chạm đất, dưới tác dụng của lực va chạm, các quả bom con BLU-46 sẽ nổ tạo ra hàng nghìn viên bi và các mảnh là nguồn chủ yếu gây sát thương tiêu diệt người và phá hủy xe cơ giới, nhà cửa,.. 
Bom bi BLU-3/B (bom bi quả dứa)

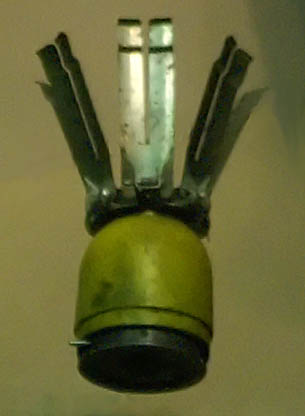
Bom bi quả dứa BLU-3 được dùng trong chiến tranh Việt Nam

Là loại bom bi có hình dạng như quả dứa, bên trong nhồi thuốc nổ, ngòi nổ được bố trí ở phía đầu của bom. Vỏ BLU-3/B làm bằng hợp kim có lẫn các viên bi, mỗi quả bom BLU-3/B có khoảng 350 viên bi. Đường kính của bom khoảng 75mm. Bom BLU-3/B được chứa trong các dàn phóng có ký hiệu CBU 14A/A. Mỗi dàn phóng có 6 ống phóng, mỗi ống phóng có khoảng 15-20 quả bom bi BLU-3/B.
Dàn phóng được đặt trên máy bay, đến vị trí cần thả bom dàn phóng sẽ nhận được tín hiệu từ máy bay điểm hỏa bằng điện cho dàn phóng đẩy các quả bom con BLU-3/B ra ngoài. Ngay khi ra khỏi dàn phóng, cách cánh của bom sẽ giương nên mở bảo hiểm cho bom đồng thời định hướng cho bom rơi xuống. Khi chạm mục tiêu, dưới tác dụng của lực va chạm, các quả bom bi BLU-3/B sẽ nổ tạo ra hàng nghìn viên bi và các mảnh gây sát thương tiêu diệt người. 
Bom bi BLU-24 (bom bi quả cam)

### Đạn thứ cấp
- Đạn 105 mm HE M44 (đạn 105 Cát xét) chứa lựu đạn.
- Đạn 155 mm HE (đạn 155 Cát xét) chứa lựu đạn bên trong.

### Rốc két chứa lựu đạn
- Rốc két 2,75 inch Mỹ chứa lựu đạn.

## Cách phòng tránh tác hại
- Khi gặp đạn dược thứ cấp như bom bi, bom cam, lựu đạn, đạn M79 và các loại khác không được chạm vào nó, đánh dấu cảnh báo "Nguy hiểm" ở vị trí có đạn dược thứ cấp đồng thời báo cho các đơn vị như công an, cảnh sát, bộ đội hoặc chính quyền địa phương biết để xử lý.
- Tránh chạm vào đạn dược thứ cấp, đặc biệt là đùa nghịch với chúng và ném chúng ra xa, điều này rất nguy hiểm vì khi ra khỏi bom mẹ, hoặc các dàn phóng nó đã tự động mở bảo hiểm, đưa về trạng thái chiến đấu.
- Khi thấy một quả còn sót lại, có thể có những quả khác ở xung quanh đó, khi xử lý phải tìm kiếm thêm xung quanh xem còn quả khác nữa không.
- Chỉ những lực lượng chuyên môn có kiến thức, có kinh nghiệm và hiểu biết rõ về cấu tạo, nguyên lý hoạt động của đạn dược thứ cấp mới được tiến hành xử lý.